# Лукоморье
Лукомо́рье (устар. и поэт. лукоморие; морская лука) — морской залив, бухта, изгиб морского берега.

## История термина
Слово «лукоморье», равно как и словосочетание «лука моря», часто встречаются в древнерусских источниках, начиная с рассказа о происхождении кочевых народов в «Повести временных лет» (1096 год). Лаврентьевская летопись под 1169 годом, а Ипатьевская летопись под 1172 годом сообщают о победе князя Михалко Юрьевича над половцами, упоминая при этом луку моря как место обитания последних. В «Слове о полку Игореве» лука моря фигурирует в связи с победой киевского князя Святослава Всеволодовича в битве на реке Орели в 1184 году, когда был захвачен в плен хан лукоморских половцев Кобяк. В 1193 году дуумвир Святослава, великий князь Рюрик Ростиславич приглашал лукоморских ханов Тоглыя и Акуша на переговоры в Канев.
При этом русской картографии регион под названием «Лукоморье» неизвестен. Однако среди европейских учёных данный термин закрепился на какое-то время после публикации в 1549 году «Записок о Московии» Сигизмунда Герберштейна. Лукоморье попало в итоге на карты Г. Меркатора (1595 год), Й. Хондиуса (1606 год), И. Массы (1633 год), Дж. Кантелли (1683 год), Г. Сансона (1688 год) и многие другие.
С началом XIX века термин вновь возвращается в оборот, теперь уже в русской художественной литературе. В 1812 году он встречается в балладе Г. Р. Державина «Царь-девица» как знак сказочного мира. Данный почин был подхвачен А. С. Пушкиным в опубликованной в 1820 году поэме «Руслан и Людмила». В дальнейшем образ Лукоморья в значении далёкого и баснословного, отчасти даже идеального мира укоренился в культуре.

## Этимология
Согласно «Настольному словарю» Ф. Толля (1864 год), лукоморье означает древнее русское название морского излучистого берега, имеющего форму дуги. По В. И. Далю это просто морская излучина (лука). М. Фасмер и Д. Н. Ушаков придерживались мнения, что термин означает морской залив, бухту.
С. С. Гейченко отстаивал мысль, что, по крайней мере, в псковской группе говоров (а именно в Псковской области расположен музей-заповедник А. С. Пушкина «Михайловское») понятие «лукоморье» относится не только к морскому берегу, но и к речному тоже. Его точку зрения разделяли А. Г. Бобров и Г. И. Пелих. Но В. Д. Михайлов выдвинул версию, что лукоморье следует понимать как «луг у моря».

## Локализация

### Историческая область в северном Причерноморье
В источниках времён Киевской Руси Лукоморье упоминается как одно из мест обитания лукоморских половцев (лукоморцев). Например, вот отрывок из «Слова о полку Игореве» (1180-е годы):

То они зло лихо разбудили:

Усыпил было его могучий

Святослав, князь Киевский великий…

Был грозой для ханов половецких!

Наступил на землю их полками,

Притоптал их холмы и овраги,

Возмутил их реки и озера,

Иссушил потоки и болота!

А того поганого Кобяка

Из полков железных половецких,

Словно вихрь, исторг из лукоморья, —

И упал Кобяк во стольный Киев,

В золотую гридню к Святославу…
— Слово о полку Игореве / Пер. А. Н. Майкова.
По словам А. Г. Боброва, одного из авторов «Энциклопедии „Слова о полку Игореве“», известия источников о половецком Лукоморье в целом достаточно неопределённы и вызывают различную их интерпретацию исследователями. Традиционно места кочевий лукоморских половцев определялись в Северном Приазовье (Д. И. Багалей,  М. С. Семёнов и др.), в междуречье Дуная и Днепра (К. В. Кудряшов), по излучинам Азовского и Чёрного морей и низовьям Днепра (С. А. Плетнёва). Однако возможно и расширительное толкование Лукоморья как «незнаемого» места в глубине Дикого поля, за Северским Донцом (А. В. Лонгинов, Б. М. Гаспаров).
В период Московской Руси Лукоморье упоминается в произведении «Задонщина» (конец XIV — начало XV веков) как место, куда отступают воины Мамая после поражения в Куликовской битве (но без географических подробностей):

Туто поганые разлучишася розно, и побегше неуготованными дорогами в лукоморье, скрегчюще зубами своими, дерущи лица своя, а ркуще так: Уже нам, братие в земли своей не бывать и детей своих не видать, а в Русь ратью нам не хаживать, и выхода нам у Руских людей непрашивать. 

<...> Молвяше же ему Фрязове: Чему ты, поганый Мамай, посягаешь на Рускую землю. то тя била орда Залеская. А не бывати тебе в Батыя царя. у Батыя царя было четыреста тысяч кованные рати, а воевал всю Рускую землю от востока и до запада. а казнил Бог Рускую землю за своя согрешения. И ты пришел на Рускую землю, царь Мамай, с многими силами, с девятью ордами и семидесятью князьями. а ныне ты поганый бежишь сам-девят в лукоморье.
— Задонщина великого князя господина Дмитрия Ивановича и брата его Владимира Андреевича / Чтение И. И. Срезневского. — СПб.: В тип. Имп. Академии наук, 1858. — С. 26—27. — 52 с.
.

### Историческая область в Сибири
Австрийский дипломат Сигизмунд фон Герберштейн в «Записках о Московии» утверждал, что Лукоморье расположено восточнее Нижнего Приобья:

От устьев реки Иртыша до крепости Грустины два месяца пути; оттуда до Китайского озера по реке Оби, которая, как я сказал, имеет в этом озере свои истоки, — более, чем три месяца пути. От этого озера приходят в весьма большом количестве чёрные люди, не владеющие общепонятной речью, и приносят с собою разнообразные товары, прежде всего жемчуга и драгоценные камни, которые покупают народы Грустинцы и Серпоновцы. Эти последние получили имя от крепости Серпонова, лежащей в Лукоморье на горах за рекою Обью.

<...> Река Коссин вытекает из Лукоморских гор; при её устьях находится крепость Коссин, которою некогда владел Князь венца (vuentza), а ныне его сыновья. Туда от истоков большой реки Коссина два месяца пути. Из истоков той же реки начинается другая река, Кассима, и, протекши через Лукоморье, впадает в большую реку Тахнин, за которой, как говорят, живут люди чудовищной формы; у одних из них, наподобие зверей, всё тело обросло шерстью, другие имеют собачьи головы, третьи совершенно лишены шеи и вместо головы имеют грудь.

<...> Лукоморья суть приморские лесистые местности; тамошние обитатели живут в них без всяких домов. Хотя составитель Дорожника сообщал, что весьма многие народы Лукоморья подвластны государю Московскому, однако, раз вблизи находится царство Тюмень, государь которого — татарин и на их народном языке называется царём Тюменским, то есть царём в Тюмени, и он не так давно причинил большие уроны государю Московии, то вероятно, что эти племена, по причине соседства, подчинены скорее ему.

По мнению А. М. Малолетко, река Коссин соответствует реке Казым, правому притоку Оби (протекает в Белоярском районе ХМАО—Югры), а река Кассима — это Назым (протекает в Ханты-Мансийском районе), который в XVII—XVIII веках называли Казымкой (такой вывод сделан по данным Э. Идеса, С. У. Ремезова, Г. Ф. Миллера, Х. М. Лопарева). Река Тахнин не имеет чёткого отождествления, в то время как Лукоморские горы отождествлены автором с Сибирскими увалами. В связи с чем исследователь локализует Лукоморье возле устья Иртыша в районе города Ханты-Мансийск.
В попытке объяснить происхождение в Сибири термина «Лукоморье» А. М. Малолетко обращается к статье Г. И. Пелих, которая попыталась восстановить историю семьи сибирских старожилов Каяловых, чья фамилия восходит к реке Каяле, известной по «Слову о полку Игореве». Согласно мнению томской исследовательницы, часть русскоязычных Каяловых пришла в Сибирь в XIII—XIV веках (то есть до похода Ермака). Место их прежнего проживания — между рекой Самарой (приток Днепра) на севере и верховьями реки Кальчик (приток Кальмиуса) на юге. В Сибири Каяловы обосновались на Оби в районе устья реки Иртыш. Переселенцы принесли с собой и привычные топонимы из Причерноморья. 
- На карте Азии Г. де Йоде (1593 год).
- На карте Г. Меркатора (1595 год).
- На карте Яна и Корнелиса Блау (1638 год).
- На карте Питера Шенка (1685 год).
- Фрагмент карты Г. ван Шагена (1689 год).

### Современная топонимика
- Коса Лукоморье — коса вблизи посёлка городского типа Безыменное[комм. 1] Новоазовского района Донецкой области, расположена на берегу Азовского моря в 30 км восточнее Мариуполя и в 80 км западнее от Таганрога[15].
- Улица Лукоморье на полуострове Эгершельд, Владивосток.
- Лукоморье — группа искусственных пещер-каменоломен, входящая в систему каменоломен Володары под Москвой.

## Образ в культуре

### Мифология
С. Герберштейн приводит заимствованный из русского дорожника рассказ о том, что люди Лукоморья каждый год умирают в конце ноября, а к концу апреля оживают:

С людьми же Лукоморья, как говорят, случается нечто удивительное, невероятное и весьма похожее на басню; именно говорят, будто каждый год, и притом в определённый день XXVII ноября, который у Русских посвящён Св. Георгию, они умирают, а на следующую весну, чаще всего XXIII апреля, наподобие лягушек, оживают снова. Народы Грустинцы и Серпоновцы ведут и с ними необыкновенную и неизвестную в других странах торговлю. Именно, когда наступает установленное время для их умирания или засыпания, они складывают товары на определённом месте; Грустинцы и Серпоновцы уносят их, оставив меж тем и свои товары по справедливому обмену; если те, возвратясь опять к жизни, увидят, что их товары увезены по слишком несправедливой оценке, то требуют их снова. От этого между ними возникают весьма частые споры и войны.

Такие же рассказы встречаются в русских космографиях XVII века. По мнению Б. А. Успенского, данное поверье следует сопоставить с представлением об Островах блаженных рахманов.

### Другие сферы культуры
Названия организаций
- «Лукоморье» — театр-кабаре Всеволода Мейерхольда.
- «Лукоморье» — петербургское издательство начала XX века.
- «Лукоморье» — издательство в Таганроге.
- «Лукоморье» — кинотеатр в Мариуполе[24].
- «Лукоморье» — парк отдыха в Уфе.
- Детская картинная галерея «Лукоморье» в Барнауле.
- Детский фольклорный ансамбль «Лукоморье» в Дагестане[источник не указан 2906 дней].

Издания
- «Лукоморье» — русский еженедельный иллюстрированный литературно-художественный и сатирический журнал начала XX века.
- «Лукоморье» — краеведческий альманах музея-усадьбы «Суйда».
- «У Лукоморья» — книга директора музея-заповедника «Михайловское» С. С. Гейченко.

Изобразительные искусства
- Рисунок Ивана Крамского «У лукоморья дуб зелёный…» (тушь и белый карандаш).
- На бульваре Пушкина в Донецке находится скульптурная композиция с персонажами Лукоморья.

Музыка
- Лукоморью посвящена сатирическая песня Владимира Высоцкого «Лукоморья больше нет» («Антисказка»), Лукоморье (2002, Пролог-Мьюзик).

Театр
- «У Лукоморья» — мюзикл композитора Ф. Б. Кольцова.
- «Превращения в Лукоморье» — спектакль Тбилисского русского драматического театра.
- «Лопушок у Лукоморья» — музыкальный детский спектакль на либретто Бориса Заходера.

Кино
- «У Лукоморья» — короткометражный советский фильм.
- Лукомор Лукоморыч — персонаж фильма «Как Иванушка-дурачок за чудом ходил», недоверчивый волшебник (исполнитель Андрей Попов).
- «Город у Лукоморья» — российский документальный фильм режиссёра М. А. Масленникова.
- «Лукоморье. Няня» — мультфильм режиссёра Сергея Серёгина[25].

Телевидение
- «Лукоморье» — телевизионная программа каналов РТР и «Культура».

Интернет
- «Лукоморье» — сайт на тему Лукоморья и стихотворения А. Пушкина в сети Интернет

Игры
- Chains of Lukomorye - анонсированная игра с сеттингом славянского фольклора и Лукоморьем в частности

### Комментарии
1. ↑  Контролируется Россией после аннексии Донецкой Народной Республики.